# 후지코토촌
후지코토촌(藤琴村)은 아키타현 야마모토군에 있던 촌이다. 현재의 후지사토정의 동쪽 절반에 해당한다

## 역사
- 1889년 4월 1일 - 정촌제 시행에 의해 후지코토촌이 성립하였다.
- 1955년 3월 31일 - 가스게촌과 합병해 후지사토촌이 성립하였다, 동일 후지코토촌은 폐지되었다.